# ASL Airlines Hungary
ASL Airlines Hungary Kft è stata una compagnia aerea cargo con sede nell'aeroporto di Budapest-Ferihegy. Gestiva servizi di trasporto espresso, voli charter ad hoc e missioni di soccorso all'individuo e alla collettività. La compagnia operava con una flotta di aerei dedicati Boeing 737-400(SF) alle spedizioni espresse, alla posta prioritaria e al commercio online. La base principale era l'aeroporto di Budapest-Ferihegy.

## Storia
La società fu fondata con la ragione sociale NAWA Air Transport Ltd. nel 1990 e iniziò ad operare immantinente con i piccoli biturbina Let-410. Fu la prima compagnia aerea privata in Ungheria dopo gli anni del governo social-comunista. Nel 1993 fu acquistata dalla svizzera Farner Air Transport e subito ribattezzata Farner Air Transport Hungary ma con il nome commerciale di "Farner Europe". L'atmosfera delle valli svizzere si riverberò sulla flotta che vide comparire un primo Fokker 27, rigorosamente in noleggio da terzi.
Nel 1997 la denominazione fu mutata in Farnair Hungary, in coincidenza con il trasferimento della proprietà (100%) al Farnair Europe Aviation Group, sempre di nazionalità svizzera. Questa affiliazione si dimostrò positiva perché il parco macchine si arricchì di un velivolo a capacità contenuta - il Beechcraft 1900 - ed uno di più ampie possibilità, il Boeing 737, rigorosamente nella versione merci "F".
Ormai anche altre cose bollivano nel calderone dell'aviazione europea. Tra il 2014 e il 2015 prese corpo il gruppo ASL Aviation Holdings, con sede a Dublino, in Irlanda. Attualmente è composto da varie società, tra cui 8 compagnie aeree, strutture di manutenzione e società di leasing. Nel dicembre 2014 l'aerolinea ungherese mutava nome in ASL Airlines Hungary e proseguiva imprescrutabilmente le proprie attività con la nuova livrea. La compagnia eserciva più di 120 voli settimanali sulla rete europea, che si estendeva dalla Scandinavia alla Romania, Italia, Grecia, Regno Unito e Irlanda.
l'appetito della nuova proprietà non si era ancora placato. Nel 2021 l'operatività di ASL Airlines Hungary fu sospesa e le attività, i dipendenti, la flotta e le proprietà furono integrate direttamente in quelle di ASL Airlines Ireland.

## Incidenti
- Il 27 gennaio 2005, un aereo Let L 410 della Farnair Hungary precipitò all'aeroporto di Iași, Romania, durante la procedura di avvicinamento NDB con assistenza radar. Il velivolo, non appena l'equipaggio ebbe notificata la posizione sopra la radioassistenza e l'intenzione di virare a destra in allontanamento dalla stessa, venne visto virare a sinistra. Immediatamente dopo, l'aereo scese a spirale fino a schiantarsi al suolo sull'aeroporto causando il decesso dei due membri dell'equipaggio presenti a bordo. Al momento dell'incidente era in corso una leggera nevicata.[7]
- Il 5 agosto 2016, il volo ASL Airlines Hungary 7332, un Boeing 737-400(SF), uscì di pista durante l'atterraggio arrestandosi sulla superstrada limitrofa, la SP ex SS 591 bis. L'aeroporto rimase chiuso per circa tre ore e i voli in arrivo furono dirottati verso l'aeroporto di Milano-Malpensa. I due piloti subirono diversi traumi, mentre nessun automobilista rimase ferito.[8]